# Ludvig Nobel
Den här sidan handlar om Ludvig Nobel 1831-1888. För hans brorson och namne, se Ludvig Nobel (1868–1946).
Ludvig Immanuel Nobel, född 27 juli 1831 i Stockholm, död 12 april 1888 i Cannes, var en svensk ingenjör.

## Biografi
Ludvig Nobel var son till Immanuel Nobel den yngre samt bror till Robert och Alfred Nobel. Han föddes i Stockholm, Sin tekniska utbildning fick han i ryska skolor, kombinerad med praktik i faderns mekaniska verkstad i Sankt Petersburg, där han vid slutet av 1850-talet var faderns närmaste man. Under Krimkriget 1853–1856 blomstrade verkstaden och hade 1000 arbetare, men efter freden förlorade verkstaden sina regeringskontrakt och gick 1859 ur familjens ägo, varvid fadern återvände till Stockholm. Långivarna som nu ägde fabriken övertalade Ludvig Nobel att driva den vidare. Från 1862 bar den namnet Ludvig Nobels mekaniska verkstad. Genom en rad framgångsrika uppfinningar lyckades han åter få ryska krigsmakten som stor kund. Han designade även världens första oljetanker, Zoroaster.
År 1878 engagerade han sig, tillsammans med sina bröder, i Branobel, ett oljeföretag i Baku, som till slut blev den tidens största företag i Ryssland. Nordisk familjebok skrev 1913 att "de nobelska destilleringsverken äro de största i världen" med en årlig produktion av 1 miljard liter eller 6 miljoner fat. Firman var pionjär inom tankfartyg, järnvägstankvagnar och pipelines. Tidigare hade fotogen huvudsakligen transporterats i träfat.
Nobel var gift första gången sin kusin Wilhelmina Ahlsell, som avled 1869 i Sankt Petersburg, och andra gången med Edla Collin, som avled 1921 i Djursholm. I första äktenskapet föddes sönerna Emanuel Nobel och Carl Nobel; i andra giftet föddes dottern Marta Nobel-Oleinikoff. Från en annan dotter härstammar Peter Nobel. Han avled i Cannes men är gravsatt på Smolensk-kyrkogården i Sankt Petersburg.

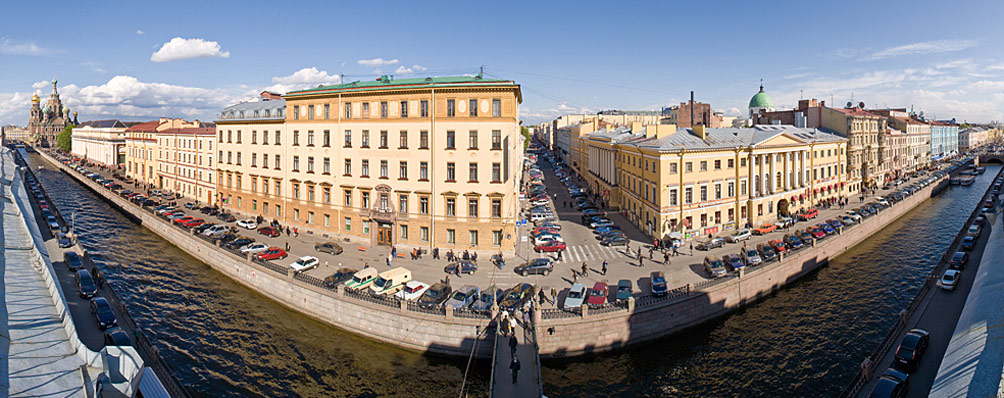
Vy över Ludvig Nobels mekaniska verkstad och den tidigare svenskkolonin vid Gribojedovkanalen i centrala Sankt Petersburg, till vänster Uppståndelsekyrkan. Sverige är fortfarande representerat i området genom Sweden House och Stockholm School of Economics in Russia